# Kinesisk nattskärra
Kinesisk nattskärra (Caprimulgus jotaka) är en fågel i familjen nattskärror, fram tills nyligen behandlad som en del av djungelnattskärran (C. indicus).

## Kännetecken

### Utseende
Kinesisk nattskärra är en 24–29 cm lång nattskärra med skilda dräkter mellan könen och generellt mycket mörkt utseende. Ovansidan är intrikat tecknad i svart, brunt och grått. På huvudet syns ett beigefärgat mustaschstreck och en vit fläck på sidan av strupen. Undersidan är tätt bandad. I flykten syns stora vita fläckar på vingarna och små vita fläckar på stjärthörnen, båda mindre och brunare hos honan.
Liknande bredstjärtad nattskärra saknar tydlig fläckning på vingtäckarna och har större fläckar på stjärten. Savannattskärran saknar också fläckningen på vingtäckarna, men är mindre och har helljusa yttre stjärtpennor.

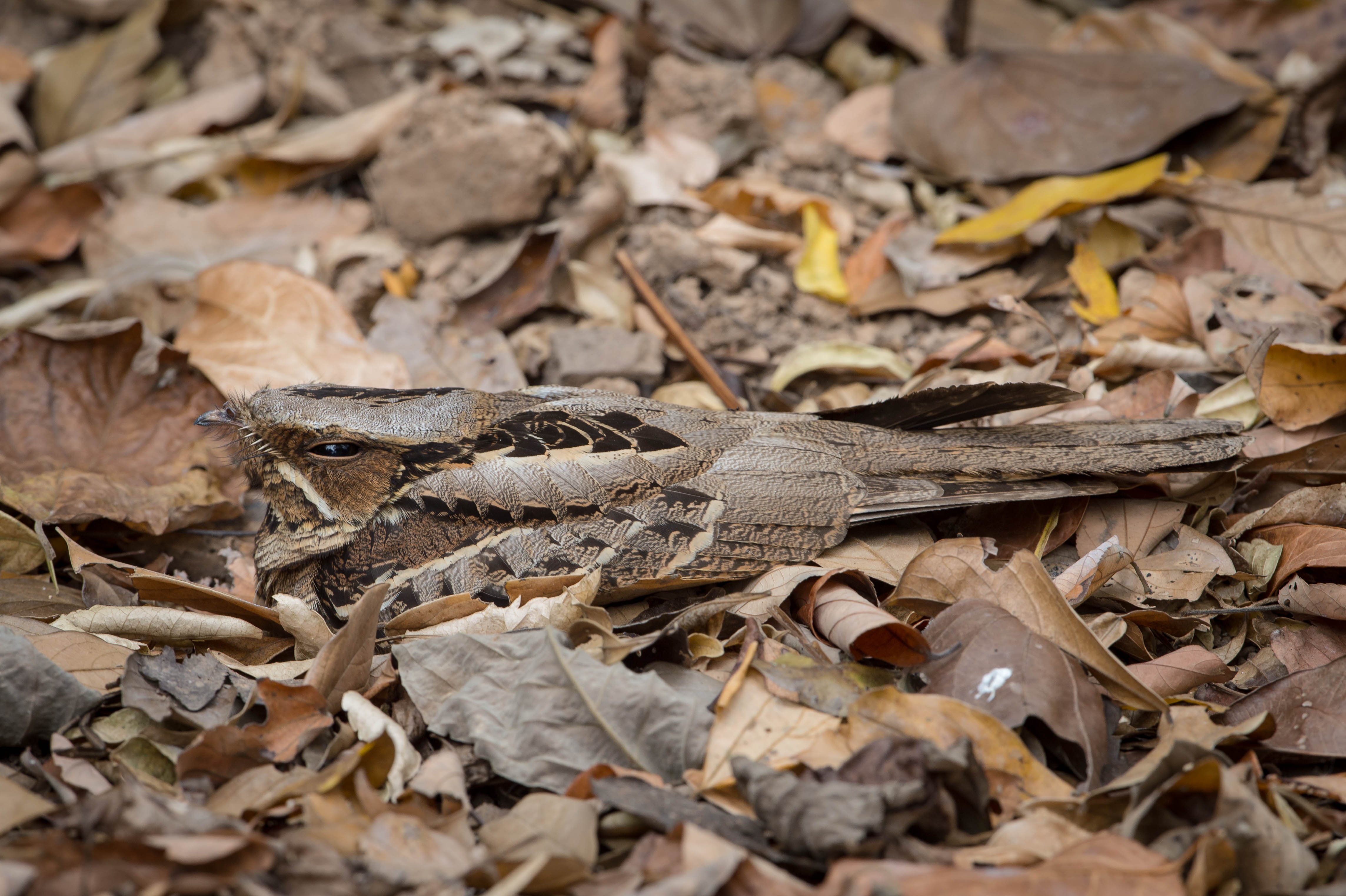
Kinesisk nattskärra i nationalparken Kaeng Krachan i Thailand.

### Läten
Spellätet är ett ljudligt och ekande serie med åtta till 14 toner, "tok-tok-tok-tok...", yttrade fyra till fem toner per sekund. Fågeln hörs mest i skymning och gryning.

## Utbredning och systematik
Kinesisk nattskärra delas in i två underarter med följande utbredning:
- Caprimulgus jotaka hazarae – nordöstra Pakistan till Bangladesh, södra Kina, Myanmar och Malackahalvön
- Caprimulgus jotaka jotaka - sydöstra Sibirien till östra Kina, Japan och Korea. Övervintrar till Sundaöarna.

Underarten hazarae inkluderas ibland i jotaka. Tillfälligt har den påträffats i USA.

### Artstatus
Tidigare betraktades kinesisk nattskärra tillsammans med palaunattskärran (C. phalaena) som en del av djungelnattskärra (C. indicus), och vissa gör det fortfarande. De skiljer sig dock åt i utseende, läten och färg på äggen.

## Levnadssätt
Kinesisk nattskärra häckar i öppen städsegrön skog, barrskog och ungskog mellan 600 och 2445 meters höjd. Vintertid ses den även i öppnare områden och i trädgårdar. Liksom andra nattskärror jagar den nattetid efter flygande insekter som den fångar i luften i en akrobatisk och studsande flykt. Dagtid vilar den stilla på en trädgren eller på marken. 

### Häckning
Fågeln häckar från slutet av maj till början av augusti i Japan, i juni i Ryssland, i maj i Kina, april-maj i Myanmar, mars-juni i Himalaya och mars-juli i Sydostasien. Den lägger ett till två mörkfläckade gräddvita ägg direkt på marken.

## Status och hot
Arten har ett stort utbredningsområde, men tros minska i antal, dock inte tillräckligt kraftigt för att den ska betraktas som hotad. Internationella naturvårdsunionen IUCN listar arten som livskraftig (LC). Världspopulationen har inte uppskattats men den beskrivs som lokalt vanlig till mycket vanlig.

## Namn
Fågelns vetenskapliga namn kommer från det japanska namnet för fågeln, Yo taka.